# Margical History Tour
«Margical History Tour» (с англ. — «Волшебное историческое путешествие») — одиннадцатый эпизод пятнадцатого сезона «Симпсонов». Его первый эфир состоялся 8 февраля 2004 года. Это один из эпизодов, в которых рассказывается несколько небольших историй.

## Сюжет
Мардж берёт с собой в библиотеку Барта, Лизу, и Милхауса, чтобы найти литературу для их школьных докладов. В библиотеке есть только листовки, инструкции по эксплуатации и бездомные. Вместо поиска литературы Мардж рассказывает детям несколько историй.

### Генрих VIII
Король Генрих VIII (Гомер) удручен тем, что его жена Марджерина Арагонская родила ему дочь, Марию (Лиза). Он не может казнить Марджерину, потому что её отец — король Испании, и нанимает семейного консультанта. Марджерина подаёт на развод, из-за чего Генриху приходится разделить королевство. Генрих женится на Анне Болейн (Линдси Нейгл); через девять месяцев Анна, плача, извиняется перед Генрихом, за то, что родила ему ещё одну дочь, Генрих казнит её без промедления. Генрих женится ещё много раз, все его браки заканчиваются рождением большего количества дочерей и казнями жен. Через много лет больной и старый Генрих лежит в постели, рядом с ним стоит Марджерина. Он просит у неё прощения за то, что запер её в темнице, и просит снова стать королевой. Она принимает предложение и тут же душит его подушкой. Королевой Англии становится Мария.

### Льюис и Кларк и Сакагавея
Президент Томас Джефферсон (мэр Куимби) отправляет Льюиса (Ленни) и Кларка (Карл) исследовать запад США. Они встречают индейское племя, вождь которого, Гомер, предлагает им в проводники свою дочь, Сакагавею (Лиза). Сакагавея учит их множеству необходимых для выживания, например, отгонять пум, но выходки и глупость Льюиса и Кларка быстро ей надоедают. В конце концов она их бросает и отправляется домой. Ей встречается пума, но Льюис и Кларк успевают отогнать её, используя полученные от Сакагавеи навыки. Вместе они доходят до Тихого океана. Путешественники благодарят девочку, а впоследствии чеканится монета с её изображением, которую, по словам Мардж, можно обменять на настоящий доллар.

### Моцарт и Сальери
Вольфганг Амадей Моцарт (Барт) очень популярен в Вене, где он играет на большом рояле сонаты, исполняя их в манере современных рокеров. Антонио Сальери (Лиза) завидует успеху Моцарта, особенно после того как Моцарт получает награду как лучший композитор. На премьере следующей оперы Моцарта Сальери подаёт императору Австрии (Монтгомери Бёрнс) вино со снотворным. Опера имеет успех, пока льстивые придворные не понимают, что император заснул. Из-за провала оперы популярность Моцарта падает, он заболевает смертельной лихорадкой. Сальери у смертного одра Моцарта говорит, что не хотел убивать того, а просто разрушить его жизнь. Моцарт в ответ сообщает, что он высоко ценил работы Сальери и считал, что их запомнят лучше, чем его произведения, но ранняя смерть обеспечит ему и его музыке бессмертие. Затем он умирает. На следующий день Сальери приходит ко двору императора представлять новое произведение, однако императору теперь интересен только Бетховен (Нельсон). Сальери сходит с ума и залезает в телегу до дома умалишённых.
Лиза понимает, что Мардж говорит не о реальной жизни, а о фильме «Амадей», замечая, что отношения Моцарта и Сальери были лучше. Гомер говорит, что актёр, сыгравший в том фильме Моцарта, также играл в фильме «Дом животных» и напевает музыку из него, пока на экране идут титры.

## Дополнительные факты
- На самом деле Генрих VIII обезглавил только двух из шести своих жен, Анну Болейн и Екатерину Говард. Также эпизод не упоминает о том, что у Генриха все-таки был наследник, Эдуард VI.
- Екатерина Арагонская в исполнении Мардж утверждает, что короля Франции воспроизводство детей на заботило из-за нетрадиционной ориентации. В реальности Франциск I был женат дважды, и от первого брака у него было семь детей.
- Вождь Гомер называет Кларка «Карл».
- Сакагавея позволяет брату снять скальп с ненавистного мужа. В реальности её муж Туссен Шарбонно пережил жену на тридцать лет.
- Когда Моцарт умирает, играет реквием его собственного сочинения.
- Название серии является аллюзией на песню, альбом и телефильм The Beatles «Magical Mystery Tour».
- Отсталые родственники Сальери — это пародия на Jackson 5.